# دوري بوروندي الممتاز 2013–14
دوري بوروندي الممتاز 2013–14 هو موسم من دوري بوروندي الممتاز. كان عدد الأندية المشاركة فيه 14، وفاز فيه Lydia Ludic Burundi Académic FC ‏.